# Ulstein
Ulstein est une kommune de Norvège sur l'île Hareidlandet située dans le district de Sunnmøre dans le comté de Møre og Romsdal.
À l'est se trouve la municipalité de Hareid et à l'ouest l'éco-municipalité de Herøy.
Au sud-est, de l'autre côté du Vartdalsfjorden se trouvent les municipalités d'Ørsta et de Volda.
La commune d'Ulstein a obtenu le statut de ville en 2000.
L'industrie du transport maritime domine l'économie de la municipalité et les entreprises les plus importantes sont Ulstein Group, Rolls-Royce et Kleven Shipyard.
Les fouilles du cimetière d'Osnes montrent que la région a été habitée il y a 5 000 ans.
La municipalité dispose également d'un bon environnement de plongée autour d'Ulsteinvik et de Hareid Dykkerklub.

## Culture
Ulsteinvik est la ville où se déroule la série télévisée norvégienne Home Ground (Heimebane), qui met en scène la montée de son club local de football en division élite, et, par moments, les difficultés rencontrées par le chantier naval.